# البروتوكول المتعلق بأوضاع اللاجئين
البروتوكول المتعلق بأوضاع اللاجئين هي معاهدة دولية في قانون اللاجئين الدولي. دخلت المعاهدة حيز التنفيذ في 4 أكتوبر 1967. وقع عليها 146 دولة.

## التاريخ
فرضت اتفاقية الأمم المتحدة لعام 1951 الخاصة بوضع اللاجئين قيودًا على وضع اللاجئ، وبالأخص للذين كانت ظروفهم «نتيجة لأحداث وقعت قبل 1 يناير 1951»، وكذلك قامت الأمم المتحدة بمنح بعض الدول خيار تفسير في «الأحداث التي تحدث في أوروبا» أو «الأحداث التي تحدث في أوروبا أو في أي مكان آخر». أزال بروتوكول 1967 القيود الزمنية والجغرافية. كانت هذه التطورات ضرورية في السياق التاريخي لتدفقات اللاجئين الناجمة عن إنهاء الاستعمار. أعطى البروتوكول الدول التي صدقت في السابق على اتفاقية عام 1951 استخدام التعريف المقيد جغرافيًا بالإبقاء على القيود السابقة.